# Епархия Тимминса
Епархия Тимминса (лат. Dioecesis Timminsensis) — епархия Римско-Католической церкви с центром в городе Тимминс, Канада. Епархия Тимминса входит в архиепархию Оттавы. Кафедральным собором епархии Тимминса является собор Антония Падуанского в городе Тимминс.

## История
21 сентября 1908 года Святой Престол учредил апостольский викариат Темискаминга, выделив его из епархии Пемброка. 31 декабря 1915 года апостольский викариат Темискаминга был преобразован в епархию Хайлибери. 
18 апреля 1919 года епархия Хайлибери уступила часть своей территории новой апостольской префектуре Северного Онтарио (сегодня — Епархия Херста). 3 декабря 1938 года епархия Хайлибери передала часть своей территории новой епархии Эймоса и апостольскому викариату Залива Джеймса (сегодня — Епархия Мусони) и была переименована в епархию Тимминса.
29 ноября 1973 года епархия Тимминса уступила часть своей территории новой епархии Руэн-Норанды.

## Ординарии епархии
- епископ Élie Anicet Latulipe (1.10.1908 — 14.12.1922);
- епископ Louis Rhéaume (8.06.1923 — 8.05.1955);
- епископ Maxime Tessier (8.05.1955 — 24.03.1971);
- епископ Jacques Landriault (24.03.1971 — 13.12.1990);
- епископ Gilles Cazabon (13.03.1992 — 27.12.1997);
- епископ Paul Marchand (8.03.1999 — † 24.07.2011);
- епископ Serge Poitras (10.11.2012 — по настоящее время).

## Источник
- Annuario Pontificio, Libreria Editrice Vaticana, Città del Vaticano, 2003, ISBN 88-209-7422-3